# Plantago neumannii
Plantago neumannii là một loài thực vật có hoa trong họ Mã đề. Loài này được Opiz miêu tả khoa học đầu tiên.